# Futbol a Espanya

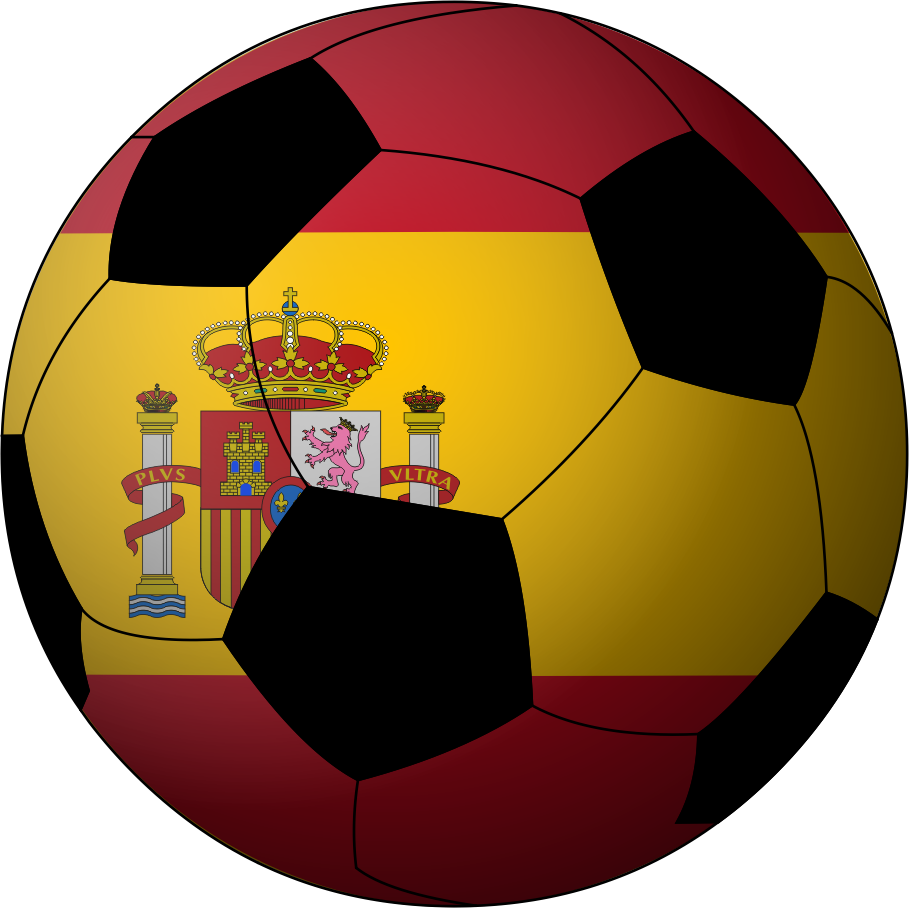

Aquest article resumeix les principals dades relatives al futbol a Espanya, l'esport amb més seguidors, especialment pel que fa a les competions per clubs. També és l'esport amb més jugadors registrats (942.674) i més clubs (20.588), segons dades del 016.

## Competicions
- Lliga espanyola de futbol
- Copa espanyola de futbol
- Supercopa d'Espanya
- Precedents Supercopa d'Espanya (1940-1953)

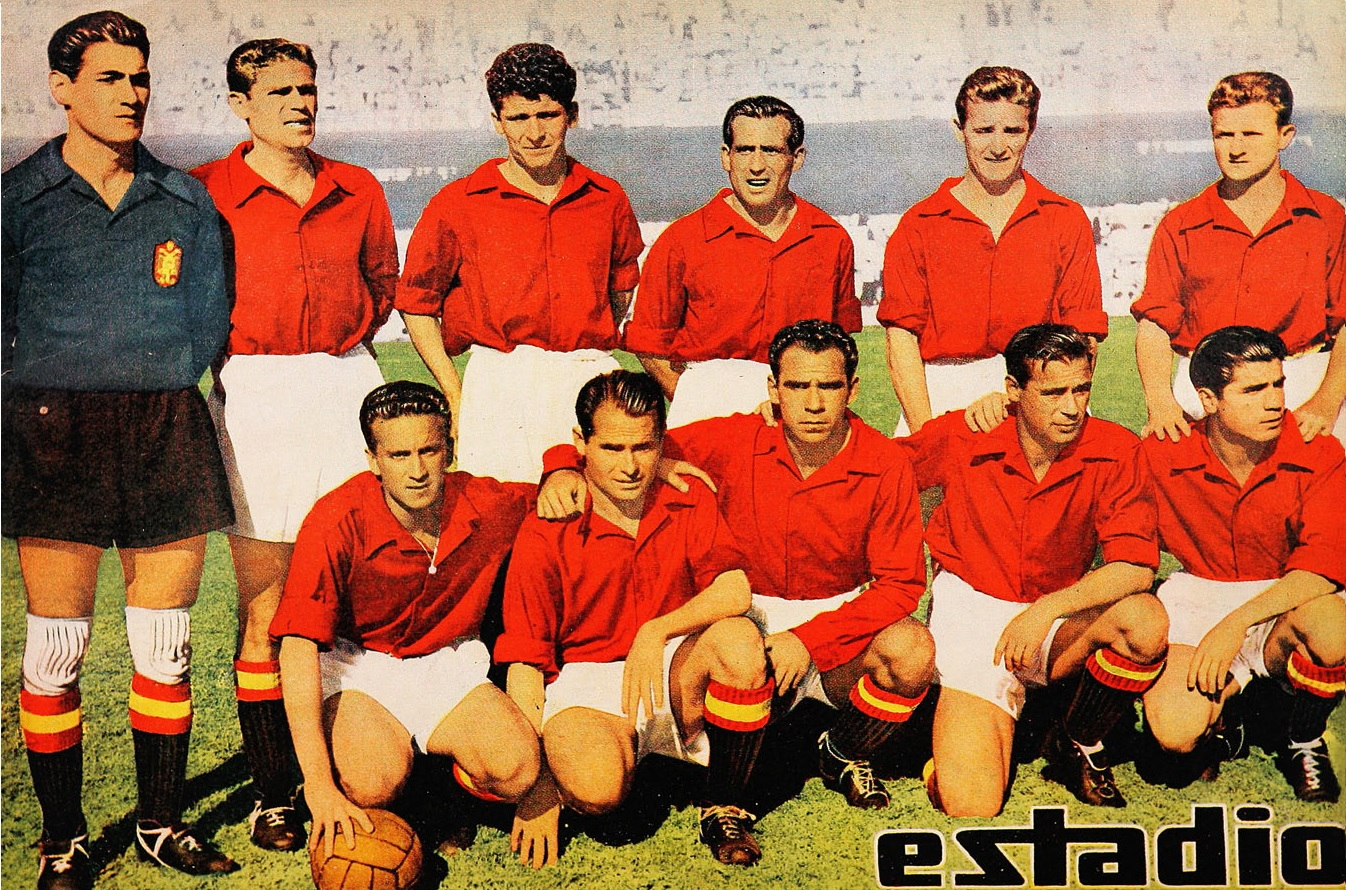
Selecció espanyola el 1950.

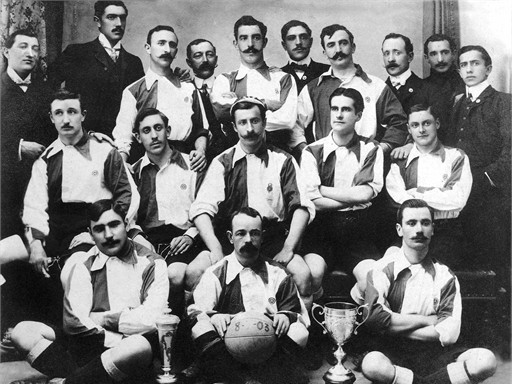
Athletic Club el 1903.

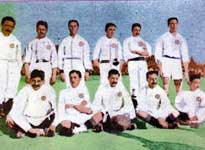
Reial Madrid el 1907.

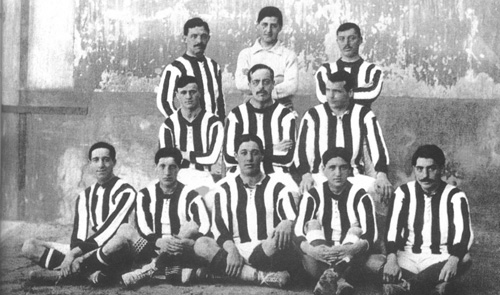
Atlético de Madrid el 1911.

- Lliga Mediterrània de Futbol (1936-37)
- Copa Federació de futbol
- Campionat d'Espanya de Segona Categoria (1913-1926)
- Campionat d'Espanya d'Aficionats (1930-1987)
- Copa Príncep d'Astúries de futbol (1915-1926)

Competicions autonòmiques
- Campionat de Galícia de futbol
- Campionat d'Astúries de futbol
- Campionat de Cantàbria de futbol
- Campionat Regional Nord (País Basc)
- Campionat de Castella i Lleó de futbol
- Campionat Regional Centre (Madrid)
- Campionat d'Aragó de futbol
- Campionat de Llevant de futbol
- Campionat de Múrcia de futbol
- Campionat Regional Oest (Extremadura)
- Campionat Regional Sud (Andalusia)
- Campionat de Canàries de futbol
- Campionat Regional Hispano-Marroquí

## Principals clubs
Catalunya
- Futbol Club Barcelona
- Reial Club Deportiu Espanyol
- Centre d'Esports Sabadell
- Unió Esportiva Lleida
- Club Gimnàstic de Tarragona
- Club Esportiu Europa
- Unió Esportiva Llagostera
- Girona Futbol Club

País Valencià
- València Club de Futbol
- Llevant Unió Esportiva
- Vila-real Club de Futbol
- Hèrcules Club de Futbol
- Elx Club de Futbol
- Club Esportiu Castelló

Illes Balears
- Reial Club Deportiu Mallorca

Aragó
- Reial Saragossa

Múrcia
- Real Murcia

Galícia
- Real Club Celta de Vigo
- Real Club Deportivo de La Coruña

Astúries
- Real Sporting de Gijón
- Reial Oviedo

Cantàbria
- Real Racing Club de Santander

País Basc
- Athletic Club de Bilbao
- Reial Societat
- Deportivo Alavés

Navarra
- Club Atlético Osasuna

La Rioja
- Club Deportivo Logroñés

Castella i Lleó
- Real Valladolid Club de Fútbol
- Unión Deportiva Salamanca
- Burgos Club de Fútbol

Madrid
- Reial Madrid Club de Futbol
- Club Atlético de Madrid
- Rayo Vallecano de Madrid
- Getafe Club de Fútbol

Castella-La Manxa
- Albacete Balompié

Andalusia
- Sevilla Fútbol Club
- Real Betis Balompié
- Málaga Club de Fútbol
- Cadis CF
- Real Club Recreativo de Huelva
- Córdoba Club de Fútbol
- Granada Club de Fútbol

Extremadura
- Club Deportivo Badajoz
- Club de Fútbol Extremadura

Canàries
- Unión Deportiva Las Palmas
- Club Deportivo Tenerife

## Jugadors destacats
Des de 1920
- Ricard Zamora
- Agustín Eizaguirre
- Josep Samitier
- Agustí Sancho
- José María Belausteguigoitia
- José María Peña
- Paulí Alcàntara
- Vicenç Piera
- Emili Sagi-Barba
- Rafael Moreno "Pichichi"
- Gaspar Rubio

Des de 1930
- Albert Martorell
- Guillermo Eizaguirre
- Ramon Zabalo
- Jacinto Quincoces
- Ciriaco Errasti
- Martín Marculeta
- José Muguerza
- Leonardo Cilaurren
- Josep Escolà
- Crisant Bosch
- Martí Ventolrà
- Isidro Lángara
- Luis Regueiro
- Guillermo Gorostiza
- José Iraragorri
- Severiano Goiburu
- Guillermo González Campanal I

Des de 1940
- Ignacio Eizaguirre
- Gabriel Alonso
- Marià Gonzalvo III
- Germán Gómez
- José Luis López Panizo
- Telmo Zarraonaindía
- Agustin 'Piru' Gainza
- Francisco Campos

Des de 1950
- Antoni Ramallets
- Josep Vicente
- Josep Parra
- Gustau Biosca
- Marcelino Vaquero Campanal II
- Jesús Garay
- Antoni Puchades
- Julià Arcas
- Josep Juncosa
- Estanislau Basora
- Luis Molowny

Des de 1960
- Ferran Olivella
- Feliciano Muñoz Rivilla
- Enric Gensana
- Joan Segarra
- Ignacio Zoco
- Luis Del Sol
- Luis Suárez
- César Rodríguez
- Francisco Gento
- Jesús Pereda
- Enrique Collar
- Joaquín Peiró
- Marcelino Martínez

Des de 1970
- José Ángel Iribar
- Salvador Sadurní
- Daniel Solsona
- Francisco Fernández Gallego
- José Martínez-Pirri
- Juan Manuel Asensi
- Juan Santisteban
- Carles Rexach
- Amancio Amaro
- Enrique Castro Quini

Des de 1980
- Luis Miguel Arkonada
- Miquel Soler
- Rafael Gordillo
- José Antonio Camacho
- Miguel Bernardo "Migueli"
- Ramon Maria Calderé
- Jesús María Zamora
- Víctor Muñoz
- Miguel González-Míchel
- Francisco José Carrasco
- Carlos Alonso Santillana
- Emilio Butragueño

Des de 1990
- Andoni Zubizarreta
- Albert Ferrer
- Sergi Barjuan
- Fernando Ruiz Hierro
- Josep Guardiola
- Miquel Àngel Nadal
- José Luis Pérez Caminero
- Julen Guerrero
- Luis Enrique Martínez
- José María Bakero
- Francisco Narváez-Kiko
- Alfonso Pérez
- Raúl González

Des de 2000
- Iker Casillas
- Carles Puyol
- Xavi Hernàndez
- Sergio Gonzàlez
- Fernando Torres
- David Villa

Des de 2010
- Gerard Piqué
- Sergio Ramos
- Jordi Alba
- Sergio Busquets
- Andrés Iniesta
- David Silva

## Principals estadis
- Camp Nou (Barcelona)

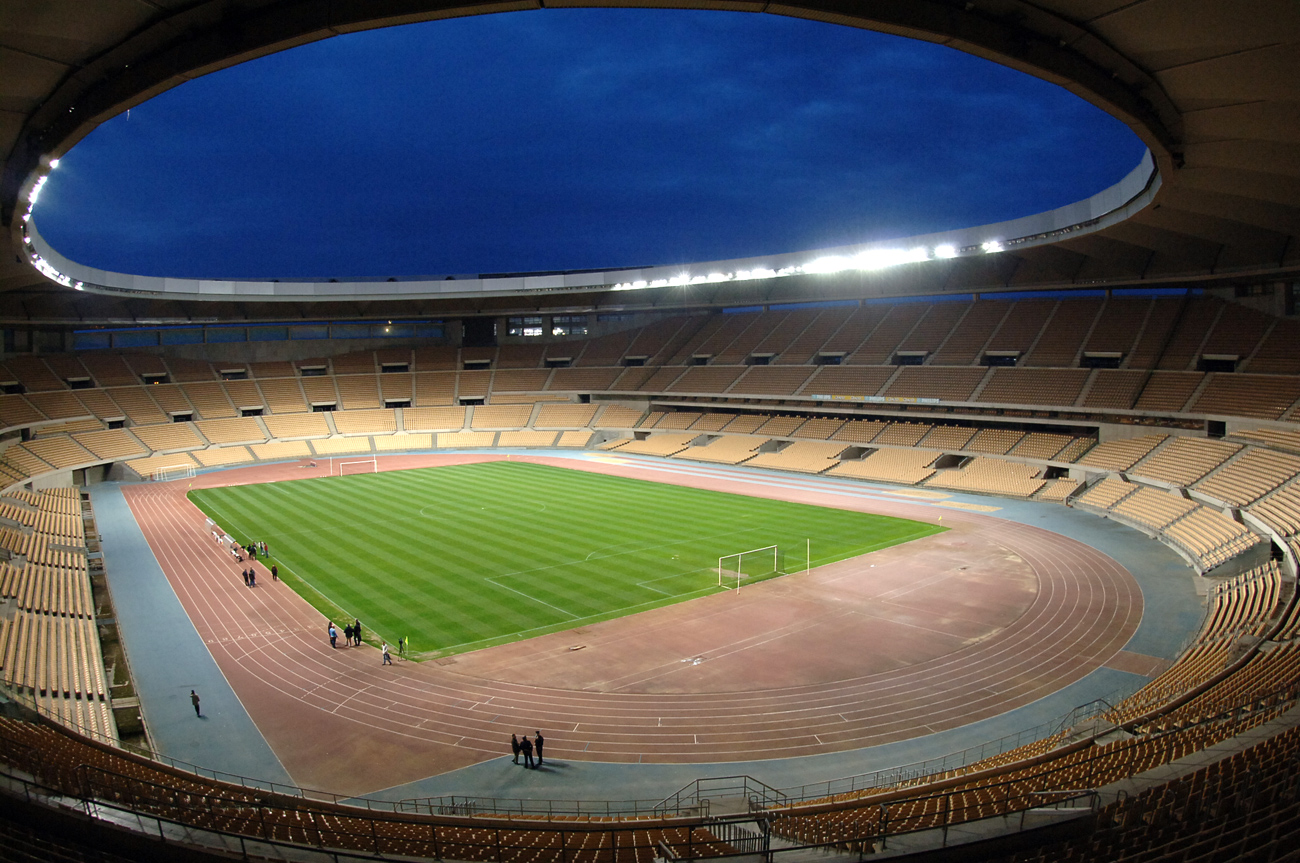
Estadi Olímpic de la Cartuja.

- Estadi Olímpic Lluís Companys (Barcelona)
- Power8 Stadium (Cornellà de Llobregat i Prat de Llobregat)
- Estadi de Mestalla (València)
- Estadi de Son Moix (Palma)
- Estadi José Rico Pérez (Alacant)
- Estadi de La Romareda (Saragossa)
- Estadi de San Mamés (Bilbao)
- Estadi d'Anoeta (Sant Sebastià)
- Estadi Municipal de Riazor (La Corunya)
- Estadi de Balaidos (Vigo)
- Estadi Santiago Bernabéu (Madrid)
- Estadi Vicente Calderón (Madrid)
- Estadi Nueva Condomina (Múrcia)
- Estadi Olímpic de la Cartuja (Sevilla)
- Estadi Ramón Sánchez Pizjuán (Sevilla)
- Estadi Manuel Ruiz de Lopera (Sevilla)